# Richard Trumka
Richard Louis Trumka, né le 24 juillet 1949 et mort le 5 août 2021, est un leader syndical américain, président depuis le 16 septembre 2009 de l'AFL-CIO, la plus importante centrale syndicale aux États-Unis. Il a exercé la responsabilité de secrétaire-trésorier au sein de l'AFL-CIO de 1995 à 2009, et fut le président de 1982 à 1995 de l'United Mine Workers, le principal syndicat américain de mineurs.

## Biographie
Trumka est né le 24 juillet 1949 à Nemacolin, Pennsylvanie, près de Pittsburgh, d'une mère italo-américaine, Eola Elizabeth (née Bertugli), et d'un père américain d'origine polonaise, le mineur de charbon Frank Richard Trumka. Il est allé travailler dans les mines en 1968. Il a obtenu un baccalauréat ès sciences de l'Université d'État de Pennsylvanie en 1971 et un Juris Doctor de la faculté de droit de l'Université Villanova en 1974.

## Vie personnelle et mort
Trumka a épousé Barbara (née  Vidovich) en 1982. Ils ont eu un fils. Il était catholique romain.
Trumka est décédé d'une crise cardiaque apparente le 5 août 2021, à l'âge de 72 ans.